# Strzelanina w Gilroy
Strzelanina w Gilroy – strzelanina, do której doszło 28 lipca 2019 roku na festiwalu kulinarnym Gilroy Garlic Festival w Gilroy w Kalifornii w Stanach Zjednoczonych. Sprawcą ataku był 19-letni Santino William Legan. W strzelaninie zginęły 4 osoby, a 17 zostało rannych.

## Przebieg
Strzelanina wybuchła o godz. 17:40, na kilka chwil przed planowanym zakończeniem 41. edycji trzydniowego festiwalu. Napastnik ostrzelał ludzi przy użyciu karabinka, zabijając trzy osoby i raniąc siedemnaście innych osób. Po dokonaniu strzelaniny sprawca został skonfrontowany z przybyłą na miejsce policją, po czym popełnił samobójstwo.

## Ofiary strzelaniny[2]
1. Trevor Irby (25 lat)
2. Santino Legan (19 lat)
3. Stephen Romero (6 lat)
4. Keyla Salazar (13 lat)

## Sprawca
Sprawcą strzelaniny był 19-letni Santino William Legan, mieszkaniec Gilroy. Napastnik miał włosko-irańskie pochodzenie. Na krótko przed strzelaniną opublikował na swoim koncie na portalu Instagram dwa posty o charakterze rasistowskim i neonazistowskim. W jednym z nich napisał, że jest zły z powodu odbywającego się festiwalu, który powoduje. że okolica Gilroy jest zalewana hordami metysów i białych pi*d z Doliny Krzemowej, a w drugim zachęcał obserwujące go osoby do przeczytania XIX-wiecznej rasistowskiej książki Might is Right, która jest popularna wśród neonazistów. Amerykańskie służby badają, czy zdarzenie z Gilroy mogło być aktem terroryzmu domowego – w mieszkaniu Legana znaleziono zarówno literaturę skrajnie prawicową, jak i skrajnie lewicową, materiały wyrażające zafascynowanie białą supremacją i islamskim ekstremizmem, a także listę udowadniającą, że Legan planował zamachy na cele związane zarówno z Partią Demokratyczną jak i Republikańską, a także na obiekty religijne; dokładne motywy sprawcy nie są na razie znane.